# Chapada Diamantina
La Chapada Diamantina és una regió de serres, situada en el centre de l'Estat brasiler de Bahia, on neixen gairebé tots els rius de les conques del Paraguaçu, del Jacuípe i del Riu de Contas. Aquests corrents d'aigües brollen en els cims i llisquen pel relleu en boniques regates, cauen per les esquerdes i formen transparents piscines naturals.
La vegetació és exuberant, composta d'espècies de la caatinga semi-árida i de la flora serrana, destacant per a les bromélies, orquídies.
És un parc Nacional brasiler creat el 1985.